# Malta (Idaho)
Malta – miasto w Stanach Zjednoczonych, w stanie Idaho, w hrabstwie Cassia.